# Wysoka (stad)
Wysoka is een stad in het Poolse woiwodschap Groot-Polen, gelegen in de powiat Pilski. De oppervlakte bedraagt 4,82 km², het inwonertal 2760 (2005).